# 陽子放出
陽子放出(英語：Proton emission)は原子核から陽子が放出される放射性崩壊の崩壊形式。

陽子過多の核Aの崩壊はβ+放出や電子捕獲で娘核Bの励起状態に集合する(EC)。娘核Bの基底状態に向かったγ放出によってこれらの励起状態は、陽子崩壊の分離エネルギー(Sp)の下にある。高位励起状態のため、孫娘Cへの陽子放出の競争崩壊経路が存在し、β崩壊陽子放出と呼ばれている。

陽子放出はベータ崩壊に続く核の高位励起状態から生じ、これらの場合、崩壊過程はベータ崩壊陽子放出として知られている。また、陽子に富む原子の基底状態、低位状態異性体からも起こり、この場合は崩壊形式はアルファ崩壊に似ている。
陽子が原子核から逃れるために、陽子分離エネルギーは負でなくてはならない。このため陽子は解き放たれ、有限の時間で核の外へ移動する。陽子放出は自然構築された異性体では見られず、多くの場合ある種の加速器を利用して核反応経由で引き起こされる。
もっとも早い陽子放出は1969年、コバルト53の異性体に既に観測されていたが、西ドイツのGSIでの実験の際にルテチウム151とツリウム147の陽子の放射性基底状態が観測されるまでその他の陽子放出の状態は1981年まで見つからなかった。その分野での研究はこの打開によって成長し、現在までに陽子放射を示す25を超える異性体が見つかっている。陽子放出の研究は核の応力変形、質量、構造の理解を助け、また量子トンネル効果の純粋な例であった。
2002年、GSIとGANILの実験によって鉄45同位体から二つの陽子が同時放出されることが発見された。2005年には同施設での実験が亜鉛54も二重陽子崩壊を経ることを明らかにした。
陽子崩壊は下記の式のように表すことができる。下記の式ではルテチウム151が陽子を放出してイッテルビウム150に崩壊している。
{\displaystyle {}_{71}^{151}{\hbox{Lu}}\;\to \;{}_{70}^{150}{\hbox{Yb}}\;+{}_{1}^{1}{\hbox{p}}\;}
下記の式ではユウロピウム131がサマリウム130に崩壊している。
{\displaystyle {}_{63}^{131}{\hbox{Eu}}\;\to \;{}_{62}^{130}{\hbox{Sm}}\;+{}_{1}^{1}{\hbox{p}}\;}
陽子放出が確認されている核種で最も軽いのはリチウム4である。また、リチウム3は陽子放出が予想されている最も軽い核種である。